# 北海道道883号宇津沢木線
北海道道883号宇津沢木線（ほっかいどうどう883ごう うつさわきせん）は、北海道紋別郡興部町と同郡雄武町を結ぶ一般道道（北海道道）である。

## 概要
国道239号名寄市方面と国道238号雄武町中心部方面を、興部町中心部を経由せずに短絡するルートである。

### 路線データ
- 起点：北海道紋別郡興部町宇津（国道239号交点）
- 終点：北海道紋別郡雄武町沢木（国道238号交点）
- 路線延長：13.3 km

## 歴史
- 1976年（昭和51年）3月31日 上沢木沢木線として路線認定[1]。
- 1981年（昭和56年）2月17日 起点を興部町宇津（国道239号交点）まで延長して路線名を宇津沢木線に変更[2]。

## 地理

### 通過する自治体
- オホーツク総合振興局
  - 紋別郡
    - 興部町
    - 雄武町

### 交差する道路
興部町
- 国道239号 - 宇津（起点）

雄武町
- 国道238号 - 沢木（終点）